# Porcelana (Perro)

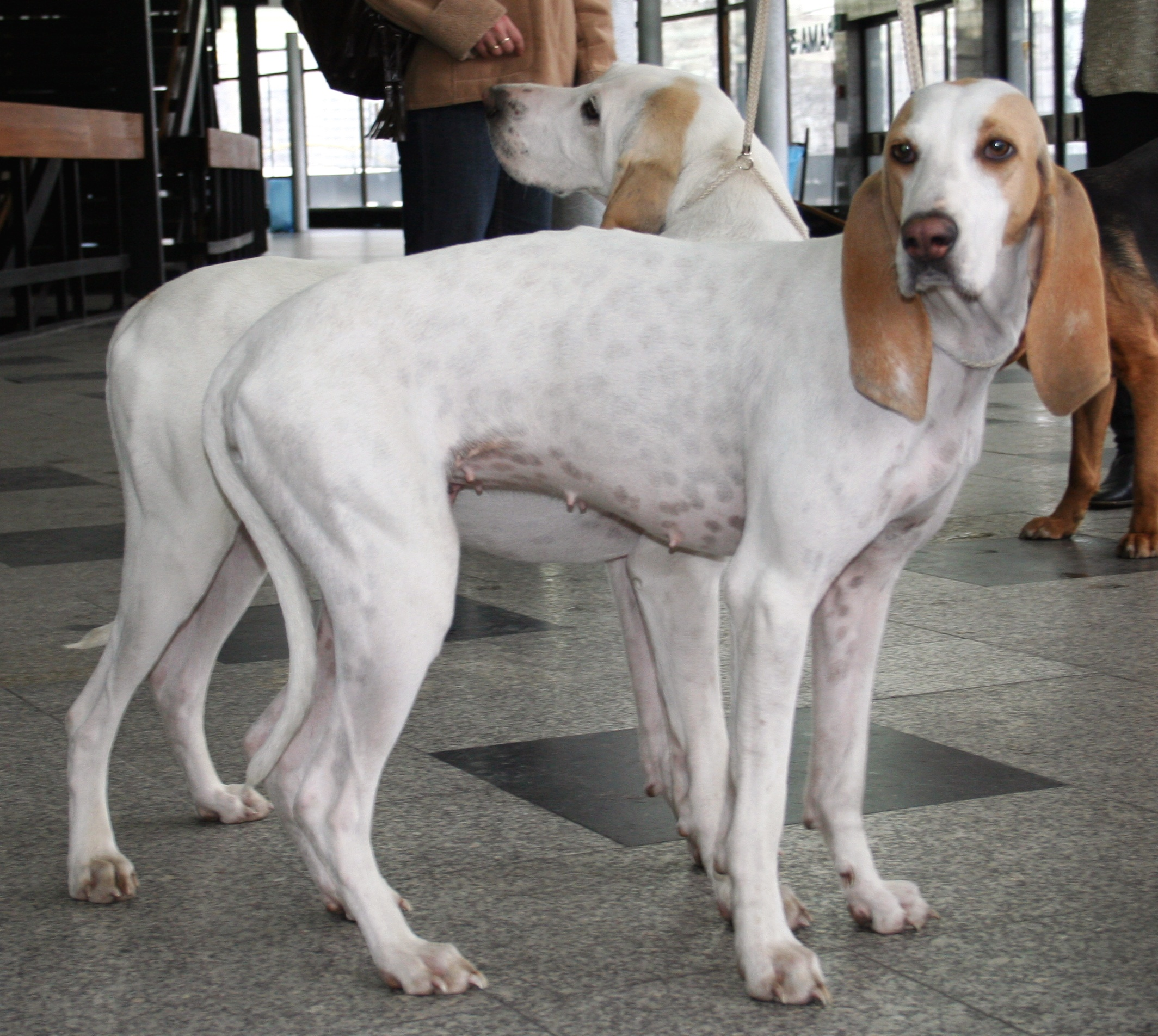
Dos porcelana

El Porcelana (Porcelaine) es una raza de perro de caza de origen francés, posiblemente la raza más antigua de sabuesos del país.
Su nombre originario es Chien de Franche-Comté, perro del Franco Condado, región francesa colindante con Suiza, lo que propició un debate sobre su origen, aunque se ha decidido su origen galo.

## Descripción
El Porcelana toma su nombre de su manto brillante, que parece hecho de porcelana. Su piel es blanca, a veces con puntos naranjas, normales en las orejas. La piel bajo el manto podría ser blanca con motas negras visibles a través del manto blanco, de pelo corto y muy fino. La nariz es negra con amplias ventanas nasales, tiene los ojos negros y orejas que caen, similares a las del Labrador. El cuello es largo y la cola comienza larga y acaba muy fina.
Los machos tienen una altura a la cruz de 56 a 58,5 cm y las hembras de entre 53,5 y 56 cm, pesando entre 25 y 28 kg .

## Temperamento
Tienen un nivel de actividad muy elevado, así que necesita mucho ejercicio, razón por la cual no es nada aconsejable para personas que viven en la ciudad. Aunque son cazadores fieros, son gentiles y relativamente fáciles de educar.

## Historia
Parece ser descendiente de Harriers ingleses, Laufhounds suizos y el hoy extinto Montaimboeuf. Existen registros de la raza en Francia desde 1880, desaparecida anteriormente tras la Revolución francesa, ha sido reconstruida más tarde.